# Fiqh

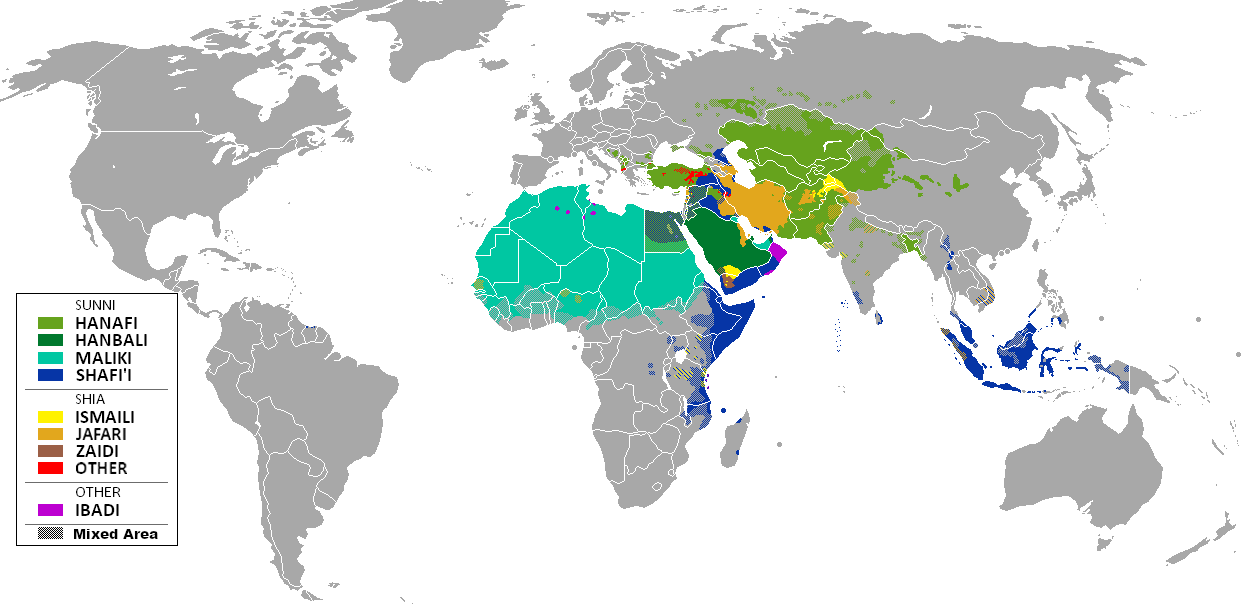
Mapa muslimského světa s hlavními mazhaby

Fiqh, též fikh (doslova arabsky „poznání“), je islámská právní věda, která se zabývá výkladem šaríy.
Fiqh vychází v zásadě ze čtyř zdrojů. V první řadě to je Korán a sunna. Korán je svatá kniha islámu a je chápán jako písemně fixované zjevení, které Bůh lidem seslal skrze proroka Muhammada. Pokud zkoumaný čin nelze vyložit skrze korán a sunnu, přichází na řadu analogie (qijás) či konsenzus (idžmá). Qijás se snaží nalézt pro zkoumanou skutečnost analogii v koránu, hadísech apod. a vyložit ji na základě podobnosti. Konsensus je pak výsledkem, na kterém se shodnou právní islámské autority.
Sunnité rozlišují čtyři základní právní školy (mazhaby). Každý mazhab je nazýván podle jména svého „zakladatele“. Jsou to mazhaby:
- Hanífovský (rozšíření: Turecko, Pákistán, Balkán, centrální Asie, Indický subkontinent, Čína a Egypt)
- Šáfiovský (Arábie, Indonésie, Malajsie, Egypt, Somálsko, Eritrea a Arabské státy Perského zálivu)
- Málikovský (severní Afrika, muslimské části severní Afriky a některé státy Perského zálivu)
- Hanbalovský (Arábie)

U šíitů (Írán, částečně Irák) existuje zase Džafaríovský mazhab.